# Yorkshire County Cricket Club

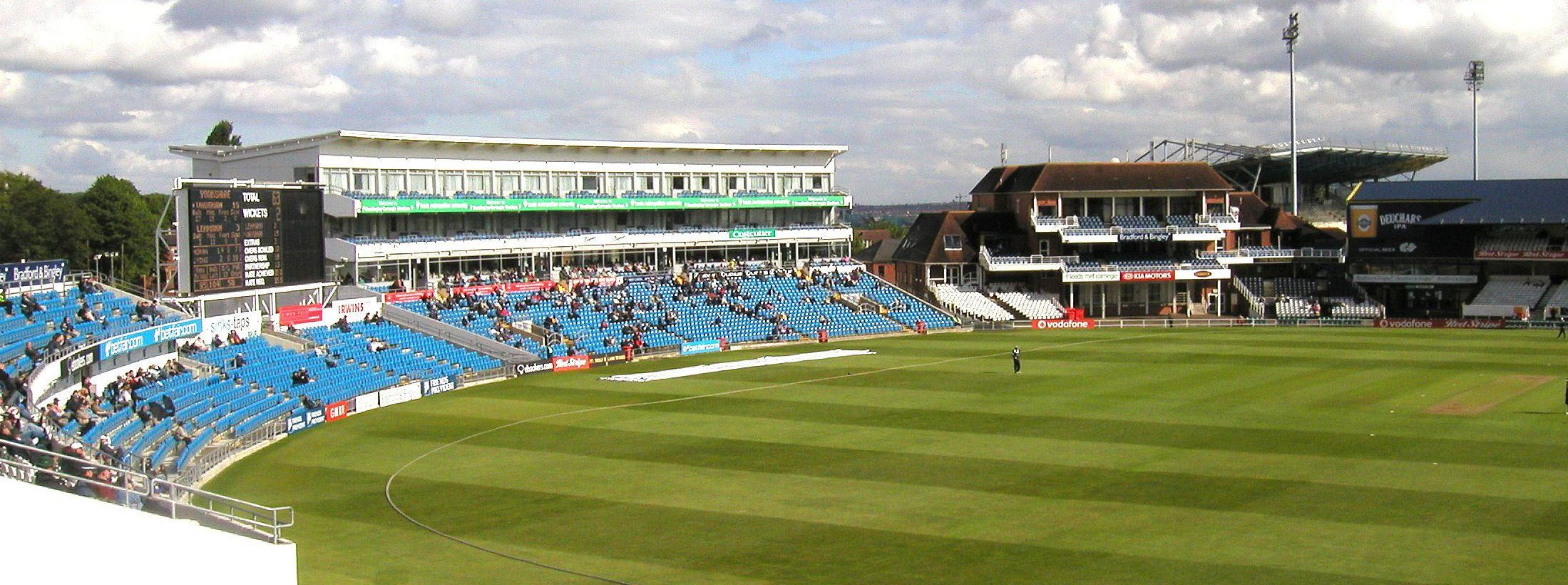
Headingley, el estadio de Yorkshire.

El Yorkshire County Cricket Club, fundado en 1863, es un club de críquet inglés que juega en el County Championship para el condado de Yorkshire. 

## Historia
Juega en el Headingley Stadium, en la ciudad de Leeds, en Yorkshire del Oeste, y ha ganado el County Championship 30 veces, el equipo que más ha conseguido en la historia de la liga. Jugó en la primera temporada del Championship en 1890 y ganó la primera vez tres años más tarde. Compartió su victoria de 1949 con el Middlesex County Cricket Club.
Tiene una gran rivalidad con el Lancashire County Cricket Club, debido a la Guerra de las Dos Rosas. Su escudo es una rosa blanca, y el de Lancashire roja.

## Palmarés
- County Championship (30): 1893, 1896, 1898, 1900, 1901, 1902, 1905, 1908, 1912, 1919, 1922, 1923, 1924, 1925, 1931, 1932, 1933, 1935, 1937, 1938, 1939, 1946, 1959, 1960, 1962, 1963, 1966, 1967, 1968, 2001. 
  - Compartido: 1949